# Сказание о директоре Прончатове
«Сказание о директоре Прончатове» — повесть советского писателя Виля Липатова, опубликована в 1969 году. Это одно из наиболее известных произведений писателя.

## История
Повесть была впервые опубликована в 1969 году в журнале «Знамя» (№ 1-2). Отдельным изданием впервые в 1970 году («Сказание о директоре Прончатове» М., «Молодая гвардия»).
В 1972 году по повести был снят трёхсерийный телефильм «Инженер Прончатов».
Повесть описывает небольшой эпизод жизни старшего инженера крупной сибирской сплавконторы Прончатова, когда после смерти директора он сам стремится занять его место. Герой повести наделён чертами своего рода «разумного эгоизма». Это рациональный человек, обладающий такими качествами как деловая компетентность, инициативность, ответственность, который оценивает себя как бы со стороны и считает, что именно он должен стать будущим директором. Наоборот, другой кандидат, по его мнению, развалит работу.

## Сюжет
В основной сюжет повести включены истории («сказы»), показывающие главного героя в особенно интересные моменты его жизни из прошлого и будущего.
После смерти директора Тагарской сплавконторы главный инженер Прончатов нацелен на то, чтобы стать новым директором. В первую очередь Прончатов идёт к самому уважаемому старику посёлка, главе большой семьи Никите Нехамову. После неспешного и пытливого разговора старик показывает ему своё расположение и согласие. Узнав, что на рейде из-за перевернувшегося паровоза узкоколейки встала работа, Прончатов едет туда и назло начальнику рейда и парторгу организует рабочих и они ставят паровоз на рельсы вручную, не дожидаясь крана. На работе после обсуждения с молодым механиком новой техники у Прончатова рождается идея о форсировании старых лебёдок Мерзлякова, что позволит ускорить разгрузочно-погрузочные работы. В это время по посёлку разносятся слухи о романе между Прончатовым и красивой племянницей начальника планового отдела, к которому Прончатов ходил обсудить своё возможное директорское назначение. Прончатова вызывают в райком, где на его кандидатуру на должность директора смотрят положительно, но мешает конфликт Прончатова с парторгом сплавконторы, который живёт ещё военным временем. Парторг, чтобы насолить Прончатову, рекомендует ему избраться в завком в надежде, что сурового главного инженера прокатят на профсоюзном собрании и это отразится на рассмотрении его кандидатуры в обкоме. Однако, оказывается, что рабочие Прончатова уважают и единогласно избирают в комитет. Наконец, в Тагар приезжает делегация из обкома, чтобы побеседовать с Прончатовым. Заведующий отделом обкома Цыцарь, пытающийся поставить директором своего друга, беседует с Прончатовым и представляет дело таким образом, что, якобы, не получается хорошего разговора. Однако, после поездки на рейд, показа модернизации работы, разговора с рабочими они возвращаются в управление и становится ясно, что его кандидатура проходит…

### Сказы
- Сказ о будущем. В 1965 году журналист райгазеты написал фельетон, в котором директор Прончатов критикуется за его, якобы, любовь к комфорту за счёт предприятия. Чтобы подшутить и проучить фельетониста, Прончатов организует тому поездку, которая должна показать, что сделано после критики. Они вместе садятся на старый разваливающийся и тихоходный катер вместо хорошего директорского, мотор еле-еле заводится, есть на нём невозможно, постоянно журналиста пугают, что катер вот-вот потонет и т. д. Наконец, они прибывают на дальний сплавпункт, невыспавшиеся и голодные, где выясняется, что столовая всего …в 6 км от пункта.

- Сказ о прошлом. На рейд Тагара пребывает брандвахта с 25 амнистированными уголовниками. Сопровождавших милиционеров те разоружили, связали и вымазали сажей. Чтобы избежать столкновений уголовников со сплавщиками, Прончатову удаётся, отвлекая уголовников разговорами, вывести их на брандвахте на середину Оби, а после направить по отдельности на дальние плотбища.

- Сказ о будущем. Прончатов и директор другой крупной сплавконторы Анисимов каждый год в конце апреля предоставляли данные о якобы «недовыполнении» плана, чтобы их вызвали на несколько дней в город на заседание обкома. После обкома все шли гулять в ресторан. Однако, на этот раз новый секретарь раскусил их и сразу после заседания дал свою «Чайку», чтобы отвести директоров вместо ресторана на …аэродром.

- Сказ о будущем. На рейд сплавконторы приходит первый сверхтяжёлый плот. Однако, бригадира сплавщиков ждёт не только поздравления с трудовой победой, но и милиционер, чтобы арестовать сплавщика за хулиганство. Это ставит Прончатова в очень неприятное положение.

- Сказ о прошлом. Начало войны. Олег Прончатов сбегает с друзьями из школы, чтобы попробовать придуманное испытание: кто дольше сможет держать руку над горящей свечой. Олег смог продержать дольше всех, но Гошка Кашлев, сын спецпереселенца, из бешеной злости бросает ему слова его отца «Немцы одолеют, мы вас всех коммунистов, перевешаем!..» После этого Прончатов не общался с Кашлевым даже когда тот уже после войны стал коммунистом и доцентом института.

- Сказ о будущем. Поселковая вдова-учительница и бухгалтер полюбили друг друга, но пожилой нерешительный бухгалтер не мог собраться сделать предложение. Пытаясь как-то помочь пожилым влюблённым, Прончатов вызвал бухгалтера к себе, но долго не мог решить, что же сделать. В конце концов, он прямо сказал Александру Прокопьевичу, чтобы тот «немедленно женился на Капитолине Алексеевне!». Бухгалтер расцвёл и счастливый выбежал из конторы.

- Сказ о прошлом. После возвращения с войны Прончатов стал «сохнуть» от неизвестной болезни. Старик Рвачёв вызвался вылечить его, забрал Прончатова на дальнюю заимку, напоил настоем, оказавшимся позже чистым спиртом с добавлением травы-дурман (Прончатов вкус настоя и его спиртовую основу не распознал). После всплеска дикой бессознательной ярости (Прончатов разнёс заимку и произвёл другие разрушения, орудуя огромной дубиной) он избавился от стресса военных лет и выздоровел.

## Персонажи
- Олег Олегович Прончатов — старший инженер сплавной конторы
- Елена Максимовна — его жена
- Гошка Чаусов — конюх
- Никита Никитич Нехамов — старик, бывший судостроитель
- Людмила Яковлевна — секретарша Прончатова
- Ян Педеревский — старшина сначала «Двоечки» — катера главного инженера, а в будущем и директорского катера «Единица»
- Евг. Кетский (Иван Мурзин) — фельетонист районной газеты
- Пуляев — матрос на Волне
- Степан Гурьевич Ярома — начальник Ула-Юльского сплавного участка
- Демид Касьянович Куренной — начальник рейда
- Пётр Александрович Сарычев — главный уголовник
- Шнырь — его помощник
- Батаногов — начальник склада
- Петя Самохин — машинист паровоза
- Вишняков — парторг сплавконторы
- Глеб Алексеевич Поляков — начальник планового отдела
- Людмила Евсеевна Смоленская — его племянница
- Эдгар Иванович Огурцов — главный механик сплавконторы, молодой перспективный грамотный инженер
- Семён Кузьмич Цыцарь — заведующий промышленным отделом обкома
- Николай Петрович Цукасов — секретарь обкома по промышленности
- Анисимов — директор Зареченской сплавной конторы
- Арсентий Васильевич — первый секретарь обкома, недавно назначаенный в область
- Виктор Андреевич — будущий заведующий промышленным отделом обкома
- Тамара Нехамова — секретарша в райкоме, одноклассница Прончатова
- Леонид Гудкин — второй секретарь Пашевского райкома КПСС, одноклассник Прончатова
- Борис Зиновьевич Валов — капитан парохода «Латвия»
- Семён Безродный — бригадир сплавщиков
- Александр Николаевич Мороз — директор лесозавода
- Георгий Семёнович Кашлев — одноклассник Прончатова, доцент института, сын переселенцев, с которым вышел серьёзный конфликт перед самым окончанием школы и призывом в армию в самой середине войны.
- Виталька Колотовкин — одноклассник Прончатова
- Иван Фомичёв — председатель завкома
- Сергей Нехамов — комсомольский секретарь
- Анипадист Григорьевич Семёновских — счетовод
- Капитолина Сергеевна Домажева — учительница географии
- Александр Прокопьевич Свиридов — бухгалтер
- Стогов — мастер леспромхоза
- Емеля Рвачёв — старик-знахарь

## Прототипы повести[2][3]
В городе Пашёво легко узнаётся город Колпашево, в повести описываются тогурско-чалдонские места Колпашевского района Томской области.
Прототипом главного героя — директора Тагарской сплавконторы Олега Олеговича Прончатова — послужил широко известный в своё время директор Нарымской сплавконторы Пётр Григорьевич Гребенщиков. Фамилию же для главного героя писатель позаимствовал у соседки по дому, тогурской учительницы Лидии Ивановны Прончатовой.
Прототипом директора лесозавода Александра Николаевича Мороза был директор Тогурского лесозавода Пётр Васильевич Морозов.
Псевдоним фельетониста районной газеты Ивана Мурзина «Евг. Кетской» использовал журналист колпашевского «Советского севера» Л. Шушаков.

## Экранизации
- 1972 — Инженер Прончатов (трёхсерийный телефильм, «Мосфильм», реж. Владимир Назаров). Фильм снят по мотивам произведений (указано в титрах) Виля Липатова, с рядом изменений сюжетных линий, — а «по картинке» и перенесён в более современные условия.